# Temporada 1988-89 de los Chicago Bulls
La temporada 1988-89 fue la vigesimotercera de los Chicago Bulls en la NBA. La temporada regular acabaron con 47 victorias y 35 derrotas, ocupando la sexta posición de la Conferencia Este, clasificándose para los playoffs, en los que cayeron en finales de conferencia ante Detroit Pistons.

## Elecciones en elDraft
| Ronda | Puesto | Jugador     | Posición | Nacionalidad   | Universidad |
| ----- | ------ | ----------- | -------- | -------------- | ----------- |
| 1     | 11     | Will Perdue | Pívot    | Estados Unidos | Vanderbilt  |

## Temporada regular
| División Central      | División Central | División Central | División Central | División Central | División Central | División Central | División Central | División Central |
| Equipo                | G                | P                | %                | PD               | Casa             | Fuera            | Div              |                  |
| --------------------- | ---------------- | ---------------- | ---------------- | ---------------- | ---------------- | ---------------- | ---------------- | ---------------- |
| y-Detroit Pistons     | 63               | 19               | .768             | –                | 37–4             | 26–15            | 20–10            |                  |
| x-Cleveland Cavaliers | 57               | 25               | .695             | 6                | 37–4             | 20–21            | 19–11            |                  |
| x-Atlanta Hawks       | 52               | 30               | .634             | 11               | 33–8             | 19–22            | 20–10            |                  |
| x-Milwaukee Bucks     | 49               | 33               | .598             | 14               | 31–10            | 18–23            | 11–19            |                  |
| x-Chicago Bulls       | 47               | 35               | .573             | 16               | 30–11            | 17–24            | 12–18            |                  |
| Indiana Pacers        | 28               | 54               | .341             | 35               | 20–21            | 8–33             | 8–22             |                  |

## Playoffs

### Primera ronda
Cleveland Cavaliers  vs. Chicago Bulls
| Fecha       | Partido                                    | Ciudad    |
| ----------- | ------------------------------------------ | --------- |
| 28 de abril | Cleveland Cavaliers 88, Chicago Bulls 95   | Cleveland |
| 30 de abril | Cleveland Cavaliers 96, Chicago Bulls 88   | Cleveland |
| 3 de mayo   | Chicago Bulls 101, Cleveland Cavaliers 94  | Chicago   |
| 5 de mayo   | Chicago Bulls 105, Cleveland Cavaliers 108 | Chicago   |
| 8 de mayo   | Cleveland Cavaliers 100, Chicago Bulls 101 | Cleveland |
|             | Chicago Bulls gana las series 3-2          |           |

### Semifinales de conferencia
New York Knicks  vs. Chicago Bulls
| Fecha       | Partido                                | Ciudad     |
| ----------- | -------------------------------------- | ---------- |
| 9 de mayo   | New York Knicks 109, Chicago Bulls 120 | Nueva York |
| 11 de mayo  | New York Knicks 114, Chicago Bulls 97  | Nueva York |
| 13 de abril | Chicago Bulls 111, New York Knicks 88  | Chicago    |
| 14 de abril | Chicago Bulls 106, New York Knicks 93  | Chicago    |
| 16 de mayo  | New York Knicks 121, Chicago Bulls 114 | Nueva York |
| 19 de abril | Chicago Bulls 113, New York Knicks 111 | Chicago    |
|             | Chicago Bulls gana las series 4-1      |            |

### Finales de conferencia
Detroit Pistons  vs. Chicago Bulls
| Fecha      | Partido                               | Ciudad  |
| ---------- | ------------------------------------- | ------- |
| 21 de mayo | Detroit Pistons 88, Chicago Bulls 94  | Detroit |
| 23 de mayo | Detroit Pistons 100, Chicago Bulls 91 | Detroit |
| 27 de mayo | Chicago Bulls 99, Detroit Pistons 97  | Chicago |
| 29 de mayo | Chicago Bulls 80, Detroit Pistons 86  | Chicago |
| 31 de mayo | Detroit Pistons 94, Chicago Bulls 85  | Detroit |
| 2 de junio | Chicago Bulls 94, Detroit Pistons 103 | Chicago |
|            | Detroit Pistons gana las series 4-2   |         |

## Estadísticas
| Rk | Jugador          | Edad | P  | PT | MP   | TC   | TCI  | %TC  | T3  | T3I | %T3  | TL  | TLI | %TL   | RO  | RD  | RT  | AS  | RB  | TAP | BP  | FP  | PTS  |
| -- | ---------------- | ---- | -- | -- | ---- | ---- | ---- | ---- | --- | --- | ---- | --- | --- | ----- | --- | --- | --- | --- | --- | --- | --- | --- | ---- |
| 1  | Michael Jordan   | 25   | 81 | 81 | 40.2 | 11.9 | 22.2 | .538 | 0.3 | 1.2 | .276 | 8.3 | 9.8 | .850  | 1.8 | 6.2 | 8.0 | 8.0 | 2.9 | 0.8 | 3.6 | 3.0 | 32.5 |
| 2  | Horace Grant     | 23   | 79 | 79 | 35.6 | 5.1  | 9.9  | .519 | 0.0 | 0.1 | .000 | 1.8 | 2.5 | .704  | 3.0 | 5.6 | 8.6 | 2.1 | 1.1 | 0.8 | 1.6 | 3.2 | 12.0 |
| 3  | Scottie Pippen   | 23   | 73 | 56 | 33.1 | 5.7  | 11.9 | .476 | 0.3 | 1.1 | .273 | 2.8 | 4.1 | .668  | 1.9 | 4.2 | 6.1 | 3.5 | 1.9 | 0.8 | 2.7 | 3.6 | 14.4 |
| 4  | Bill Cartwright  | 31   | 78 | 76 | 29.9 | 4.7  | 9.8  | .475 | 0.0 | 0.0 |      | 3.0 | 3.9 | .766  | 1.9 | 4.7 | 6.7 | 1.2 | 0.3 | 0.5 | 2.4 | 3.0 | 12.4 |
| 5  | Sam Vincent      | 25   | 70 | 56 | 24.3 | 3.9  | 8.1  | .484 | 0.0 | 0.2 | .118 | 1.5 | 1.8 | .822  | 0.5 | 2.2 | 2.7 | 4.8 | 0.8 | 0.1 | 2.0 | 1.8 | 9.4  |
| 6  | Craig Hodges     | 28   | 49 | 6  | 22.7 | 3.8  | 8.0  | .475 | 1.4 | 3.4 | .423 | 0.9 | 1.1 | .849  | 0.4 | 1.3 | 1.7 | 2.8 | 0.8 | 0.1 | 1.1 | 1.7 | 10.0 |
| 7  | John Paxson      | 28   | 78 | 20 | 22.3 | 3.2  | 6.6  | .480 | 0.6 | 1.7 | .331 | 0.4 | 0.5 | .861  | 0.2 | 1.0 | 1.2 | 3.9 | 0.7 | 0.1 | 0.9 | 2.1 | 7.3  |
| 8  | Brad Sellers     | 26   | 80 | 25 | 21.7 | 2.9  | 6.0  | .485 | 0.0 | 0.1 | .500 | 1.1 | 1.3 | .851  | 1.1 | 1.8 | 2.8 | 1.2 | 0.4 | 0.9 | 0.9 | 2.2 | 6.9  |
| 9  | Dave Corzine     | 32   | 81 | 7  | 18.3 | 2.5  | 5.4  | .461 | 0.0 | 0.1 | .250 | 0.9 | 1.2 | .740  | 1.1 | 2.8 | 3.9 | 1.3 | 0.4 | 0.6 | 1.1 | 1.7 | 5.9  |
| 10 | Charles Davis    | 30   | 49 | 3  | 11.1 | 1.7  | 3.9  | .426 | 0.1 | 0.3 | .267 | 0.4 | 0.5 | .731  | 1.0 | 1.4 | 2.3 | 0.6 | 0.2 | 0.1 | 0.4 | 1.2 | 3.8  |
| 11 | Anthony Jones    | 26   | 8  | 0  | 8.1  | 0.6  | 1.9  | .333 | 0.0 | 0.1 | .000 | 0.3 | 0.3 | 1.000 | 0.5 | 0.5 | 1.0 | 0.5 | 0.3 | 0.1 | 0.1 | 0.9 | 1.5  |
| 12 | Ed Nealy         | 28   | 13 | 0  | 7.2  | 0.4  | 0.5  | .714 | 0.0 | 0.0 |      | 0.1 | 0.2 | .500  | 0.3 | 1.5 | 1.8 | 0.5 | 0.2 | 0.1 | 0.1 | 1.8 | 0.8  |
| 13 | Will Perdue      | 23   | 30 | 0  | 6.3  | 1.0  | 2.4  | .403 | 0.0 | 0.0 |      | 0.3 | 0.5 | .571  | 0.6 | 0.9 | 1.5 | 0.4 | 0.1 | 0.2 | 0.5 | 1.3 | 2.2  |
| 14 | Jack Haley       | 25   | 51 | 1  | 5.7  | 0.7  | 1.5  | .474 | 0.0 | 0.0 |      | 0.7 | 0.9 | .783  | 0.4 | 1.0 | 1.4 | 0.2 | 0.2 | 0.0 | 0.5 | 1.1 | 2.2  |
| 15 | Dominic Pressley | 24   | 3  | 0  | 5.7  | 0.3  | 2.0  | .167 | 0.0 | 0.7 | .000 | 0.0 | 0.0 |       | 0.0 | 0.3 | 0.3 | 1.3 | 0.0 | 0.0 | 0.0 | 0.7 | 0.7  |
| 16 | David Wood       | 24   | 2  | 0  | 1.0  | 0.0  | 0.0  |      | 0.0 | 0.0 |      | 0.0 | 0.0 |       | 0.0 | 0.0 | 0.0 | 0.0 | 0.0 | 0.0 | 0.0 | 0.0 | 0.0  |

## Galardones y récords
| Jugador        | Galardón                                                             |
| Michael Jordan | Mejor quinteto de la NBA Mejor quinteto defensivo de la NBA All-Star |
| Craig Hodges   | Campeón del Concurso de Triples de la NBA                            |